# Кромвель (Коннектикут)
Кромвель (англ. Cromwell) — город, расположенный в округе Мидлсекс, штат Коннектикут, США. Население города составляет 14382 человек (2016).
Город назван в честь Оливера Кромвеля — лорд-протектора Англии, Шотландии и Ирландии.

## Образование
В городе 4 государственные школы (одна — начальная, две — средние и одна — высшая), а также расположен Колледж и семинария Святых Апостолов.